# Die Baby Hubert Show
Die Baby Hubert Show (Originaltitel: The Baby Huey Show) ist eine US-amerikanische Zeichentrickserie, die zwischen 1994 und 1995 produziert wurde. Hauptfigur der Serie ist ein im Original Baby Huey genanntes riesiges Entenküken, das seit den Fünfzigern in Zeichentrickfilmen von Paramount Pictures auftritt. 

## Handlung
Baby Hubert ist ein riesiges, naives Entenküken, das von einer Katastrophe in die Nächste watschelt. Seine Eltern sind stets bemüht, ihm die Welt zu erklären und bei allem zu unterstützen. Jedoch hört Baby Hubert nicht immer auf sie, wird aber immer wieder gerettet.

## Produktion und Veröffentlichung
Die Serie wurde zwischen 1994 und 1995 von Carbunkle Cartoons, Film Roman und Harvey Entertainment in den USA produziert. Die deutsche Erstausstrahlung fand 1997 auf ProSieben statt. Weitere deutschsprachige TV-Ausstrahlungen erfolgten auf Kabel eins, Junior und K-Toon.

## Episodenliste

### Staffel 1
| Folge (gesamt) | Folge (Staffel) | deutscher Titel                                                                                  | englischer Titel    | Erstausstrahlung |
| 1              | 01              | Ein knallhartes Geschäft / Kampf dem Piraten! / Ein Entchen auf Schatzsuche                      | Hard Hat Huey       | 18.09.1994       |
| 2              | 02              | Der Kuscheltier-Bankräuber / Jagd im Mauseum / Der gefräßige Babysitter                          | A Dog Days Night?   | 25.09.1994       |
| 3              | 03              | Strandvergnügen mit Hindernissen / Der beste Dompteur der Welt / Der Trick mit dem Zirkus        | Beach Blanket Baby  | 02.10.1994       |
| 4              | 04              | Der falsche Fotograf / Mäusejagd am Meeresstrand / Nie wieder angeln!                            | Fowl Photography    | 23.10.1994       |
| 5              | 05              | Drama in der Wildnis / Cat Carson, der Revolverheld / Der falsche Cowboy                         | Duck Outdoors       | 09.10.1994       |
| 6              | 06              | Außerirdischer Besuch / Wilde Jagd im Atelier / Das traurige Dino-Baby                           | Alien Abduction     | 16.10.1994       |
| 7              | 07              | Ein entsetzlicher Doktor / Hermann und die Nordwest-Mausis / Pfadfinderkumpane                   | The Hippocratic Oaf | 30.10.1994       |
| 8              | 08              | Der Alptraum der Kindergärtnerinnen / Lulu und die Zaubermaus / Ein Entchen mit zwei Müttern     | Daycare Duckie      | 06.11.1994       |
| 9              | 09              | Pfarrers Kind und Müllers Vieh / Ein Heim für Mäuse / Besuch vom Weihnachtsmann                  | The Bully Fighter   | 13.11.1994       |
| 10             | 10              | Die letzte Tat des schwarzen Mannes / Katzenjagd mit Spielzeugladen / Ein fürchterlicher Schüler | The Boogeyman       | 27.11.1994       |
| 11             | 11              | Das Vater-und-Sohn-Picknick / Bella Italia / Die Mäuse-Jam-Session                               | Having A Ball       | 11.12.1994       |
| 12             | 12              | Besuch von der Zahnfee / Partyspäßchen                                                           | The Tooth Fairy     | 04.12.1994       |
| 13             | 13              | Unter Catchern / Eine Prise Horror / Grauen am Vatertag                                          | Wrestle Maniacs     | 20.11.1994       |

### Staffel 2
| Folge (gesamt) | Folge (Staffel) | deutscher Titel | englischer Titel       | Erstausstrahlung |
| 14             | 01              | Reif zum Abschub! / Gehaltserhöhung / Auf ins All! / Schlaflose Nächte                                                 | Target … Huey!         | 17.09.1995       |
| 15             | 02              | Die Zombie-Ente / Das falsche Baby / Der Katzen-Star                                                                   | Duck Huey Duck         | 24.09.1995       |
| 16             | 03              | Huberts erster Haarschnitt / Adlerfeder dringend gesucht! / Beutelratten-Rosi auf Männerfang                           | Huey’s First Haircut   | 01.10.1995       |
| 17             | 04              | Das Klavier im Vulkan / Popcorn und Politik / Liebelei mit einem Karussellpferd / Ein bombensicheres Heilmittel        | Tempo Tantrum          | 08.10.1995       |
| 18             | 05              | Der gefräßige Baby-Alligator / Der clevere kleine Detektiv / Hausarbeit – Rein wissenschaftlich / Jagd durch die Alpen | To Sewer With Love     | 15.10.1995       |
| 19             | 06              | Super-Hubert auf Rettungsmission / Ein sensationelles Foto / Der kleine Störenfried / Frischer Salat mit Rabenfleisch  | Superhero Huey         | 22.10.1995       |
| 20             | 07              | Tod allen Entenfressern! / Ein winziges Brathähnchen / Weg mit Schaden! / Müde kleine Eule                             | Self Help Huey         | 29.10.1995       |
| 21             | 08              | Zwei Spuren im Schnee / Ein etwas ungewöhnlicher Junge / Die Attacke der weißen Maus / Die schlafwandelnde Eule        | Downhill Ducks         | 05.11.1995       |
| 22             | 09              | Alles faule Eier / Die Beat-Mäuse / Mike, der Verkleidungskünstler / Eine Katze im Himmel                              | Eggs                   | 12.11.1995       |
| 23             | 10              | Der Meister aller Rowdies / Eine gründliche Inspektion / Ein wahrer Held / Eine Maus greift ein                        | Three Ducks And A Dope | 19.11.1995       |
| 24             | 11              | Südwärts! / Jahrmarkt der Tiere / Die Maus aus dem Weltall / Die Hula-Hula-Maus                                        | Southbound             | 26.11.1995       |
| 25             | 12              | Kopf im Körper / Ein Pferd als Retter / Goldfisch in Gefahr / Wirbel um die Katzenbraut                                | Operation Immunization | 10.12.1995       |
| 26             | 13              | Der Tunnel des Terrors / Galaxische Hochzeit / Der Mäuse-Robinhood / Mice meeting you                                  | The Tunnel Of Terror   | 17.12.1995       |